# 安绍
安绍是德国莱茵兰-普法尔茨州的一个市镇。总面积5.15平方公里，总人口298人，其中男性151人，女性147人（2011年12月31日），人口密度58人/平方公里。